# Carstwo
Carstwo, carat – państwo, którego panujący monarcha nosi tytuł cara lub carycy. Nazwa pojawiła się w średniowieczu. „Carstwo” jest słowiańską nazwą cesarstwa, wywodzącą się z Bizancjum. Tytułu car używali władcy Rosji, Bułgarii i Serbii.
W 1721 Piotr I Wielki przyjął godność imperatora, która miała być traktowana jako odpowiednik cesarskiej, zaś tytulaturę carską określono jako odpowiednik królewskiej.

## Carstwa
- Carstwo Rosyjskie – państwo historyczne istniejące w latach 1547–1721, potem Imperium Rosyjskie
- Carstwo Serbskie – państwo historyczne istniejące w latach 1346–1371
- Carstwo Bułgarii:
  - I Carstwo Bułgarii – państwo historyczne istniejące w latach 917–1018, potem wcielone do Bizancjum
  - Carstwo Bułgarów i Wołochów (II Carstwo Bułgarii) – państwo historyczne istniejące w latach 1186–1393, podbite przez Imperium Osmańskie
  - Carstwo Widyńskie – państwo historyczne istniejące w latach 1356–1365
  - Carstwo Tyrnowskie –  państwo historyczne istniejące od XIII wieku do 1393
  - III Carstwo Bułgarii – państwo historyczne istniejące w latach 1908–1946, potem Ludowa Republika Bułgarii